# Гексафлуорцирконат калію
Гексафлуорцирконат калію — неорганічна сполука калію, флуору та цирконію з хімічною формулою K2ZrF6.

## Загальний опис
Флуорцирконат калію (гексафлуорцирконат калію) відіграє важливу роль в металургії цирконію. З флуорцирконату калію (ФЦК) виробляють порошок металевого цирконію електролізом або натрійтермічним відновленням. Фракційною кристалізацією флуорцирконатів і флоуоргафнатів здійснюють розділення цирконію і гафнію в технології виробництва реакторного цирконію.
Виробництво цієї солі зумовлене сприятливим температурним коефіцієнтом розчинності її у воді. Флуорцирконат калію можна отримати осадженням із розчинів різних сполук цирконію. Також ФЦК отримують в промисловій практиці кристалізацією з розчинів після вилуговування клінкеру цирконового концентрату з флуорсилікатом калію. Вихідними сполуками цирконію можуть бути нітратні, хлоридні або сульфатні розчини, які отримують на окремих стадіях переробки цирконієвої сировини, а також тверді сполуки цирконію, розчинні у воді або кислотах. До останніх належать цирконати лужних металів і кальцію, основні сульфати, хлориди, нітрати, флуориди та інші.
Розчини ФЦК, що не містять інших солей, легко отримують обробкою гідрооксидів, гідроксофлуоридів або тетрафлуоридів цирконію сумішшю плавикової кислоти і флуоридів або гідроксидів лужних металів або амонію.
Ці способи відносно прості, але потребують застосування токсичної і дефіцитної плавикової кислоти. Цей недолік долають, беручи за вихідні речовини флуорид лужного металу або амонію і кислоту у певному співвідношенні.
При цьому, окрім флуорцирконату, в розчин переходять і інші солі лужних металів або амонію.
Флуорцирконати амонію більш розчинні, ніж калієві солі. Тому при виробництві ФЦК окрім плавикової кислоти, гідроксиду, карбонату або флуориду калію нерідко використовують суміші флоуриду або біфлоуриду амонію з хлористим калієм, а також водні розчини флуористих солей, які утворюються в результаті розкладу флуорсилікату калію карбонатом калію.
При обробці продуктів спікання циркону з крейдою концентрованою сірчаною кислотою і флуористим калієм утворюється пульпа розчинених флуорцирконату і сульфату калію та твердих гіпсу і кремнегелю. Цей метод поєднує процеси сірчанокислого розкладу клінкера і утворення ФЦК з розчинів дисульфату цирконію та флуористого калію.
Розчини ФЦК намагаються отримати з такою концентрацією цирконію, щоб кристалізація наставала лише при охолодженні  розчинів. При кристалізації досягається очистка від багатьох домішок.
Виробництво ФЦК гідрометалургійними методами складається із наступних операцій: приготування розчину при 80-100 °С і рН = 2...6 ; корегування рН до 5 з метою осадження домішок; фільтрація гарячого розчину; кристалізація ФЦК шляхом охолодження розчину або висалювання хлористим калієм. Об᾽єм маточних розчинів складає 8-12 м3 на 1 т ФЦК. Якщо спочатку отримати розчини флуорцирконату амонію – більш розчинної солі, – а потім висолювати ФЦК хлористим калієм при охолоджені, то об᾽єми маточних розчинів можна скоротити.
Гідрометалургійні способи виробництва ФЦК знаходять застосування у тих випадках, коли ця сіль не є єдиним або основним видом цирконієвої продукції на підприємстві.

## Одержання
Калій гексафторцирконат можна одержати з осадів із розчинів:
2KF + ZrF4 → K2ZrF6↓
2KCl + (NH4)2ZrF6 → K2ZrF6↓ + 2NH4Cl
Також у промисловості його отримують шляхом спікання концентратів цирконієвої руди з K2SiF6 при 600—700 °C.
При температурах спікання в шихті в результаті взаємодії компонентів утворюються рідка фаза, що сприяє швидкому протіканню процесу. Продукт розкладу вилуговується водою. Далі з розчину кристалізують K2ZrF6 (рис. ).

Файл:Технологічна схема одержання флуорцирконату калію з цирконового концентрату.

Шихту, яка складається з подрібненого циркону, флуорсилікату калію (взятого з надлишком близько 50 % від стехіометричної кількості) та КСl (10-40 % від маси циркону) спікають в обертовій барабанній печі. Спечений продукт складається з дещо оплавлених гранул розміром 0,5-10,0 мм. Його подрібнюють і вилуговують підкисленою водою (1 % HCl) при співвідношенні Т:Р = 1:7 і температурі 85 ºС. Розчинність K2ZrF6 суттєво залежить від температури: при підвищенні температури від 10 ºС до 85 ºС розчинність зростає приблизно в 7 разів. Це дозволяє охолодженням розчину до 15 ºС викристалізувати 80-90 % цирконію; розчинність кристалів K2ZrF6 із зниженням температури різко падає (від 11,1 до 1,2 г/100 г Н2О). 
Кристали солі відділяють від маточного розчину на вакуумному фільтрі і сушать при 200 °С. Кристали K2ZrF6 мають наступний хімічний склад, %: (Zr + Hf) 31,9-32,0; К  27,2-27,6; Fе 0,045; Si 0,07; F 39,9-40,05; Ti 0,042; Cl 0,007; Hf (1,5-2,5 по відношенню до цирконію). Концентрація цирконію в маточному розчині складає 2-3 г/л; осаджені з цього розчину гідроксид або основні флуориди цирконію повертають у процес.
Схема виробництва ФЦК з цирконового концентрату і флуорслікату калію складається з невеликої кількості операцій.  Ефективність схеми забезпечує режим спікання, за якого у водонерозчинні сполуки переходить мінімальна кількість цирконію.

## Фізичні властивості
Гексафторцирконат калію утворює білий кристалічний порошок без запаху.
Він кристалізується в моноклінній сингонії.

## Використання
Гексафторцирконат калію використовується як проміжний продукт при електролітичному виробництві металевого цирконію.
Він також використовується як вогнезахисний засіб для вовни, як агент для очищення зерна в магнієвих і алюмінієвих сплавах, зварювальний флюс і компонент оптичного скла.